# Ocasionalismo
Ocasionalismo é uma doutrina filosófica sobre causalidade que diz que as substâncias criadas não podem ser causas eficientes de eventos. Em vez disso, todos os eventos são considerados causados diretamente por Deus. Um conceito relacionado, que tem sido chamado de "causação ocasional", também nega uma ligação de causalidade eficiente entre eventos mundanos, mas pode diferir quanto à identidade da verdadeira causa que os substitui. A doutrina do ocasionalismo afirma em geral que a ilusão da causalidade eficiente entre eventos mundanos surge de Deus causar um evento após o outro. Contudo, não haveria nenhuma ligação necessária entre os dois eventos: não é que o primeiro evento faça com que Deus cause o segundo evento: antes, Deus primeiro causa um e depois causa o outro.
Mais especificamente no Ocidente europeu, o termo foi utilizado em particular para o desenvolvimento tardio do cartesianismo, no qual se afirmava a passividade das criaturas no intercâmbio entre mente e corpo, mas se referiu principalmente ao sistema teológico de Nicholas Malebranche em específico. A palavra "ocasionalismo" é uma cunhagem bem tardia, utilizada por Kant em 1781 para se referir a esses sistemas, chamando-os também de "sistema de assistência sobrenatural". Foi empregada antes por Schelling e Krug; Leibniz chamou de "sistema das causas ocasionais", dentre outros; Bilfinger, de "sistema ocasional", chamando o grupo de "ocasionalistas". O termo causa occasionalis já era utilizado pelos cartesianos. Mas outros filósofos anteriores já haviam adotado essa perspectiva, como no islamismo, e podem ser derivadas também outras tradições da filosofia antiga, como a partir dos estoicos.

## Escolas teológicas islâmicas
A doutrina alcançou destaque pela primeira vez nas escolas teológicas islâmicas do Iraque, especialmente em Baçorá. O teólogo do século IX Alboácem Alaxari argumentou que não há causação secundária na ordem criada. O mundo é sustentado e governado através da intervenção direta de uma causa primária divina. Como tal, o mundo está em constante estado de recriação por Deus. Na língua árabe isso era conhecido como Kasb.[carece de fontes?]
O proponente mais famoso da doutrina ocasionalista axarita foi Algazali, um teólogo do século XI radicado em Bagdá. Em A Incoerência dos Filósofos, Algazali lançou uma crítica filosófica contra os primeiros filósofos islâmicos influenciados pelo neoplatonismo, como Al-Farábi e Avicena. Em resposta à afirmação dos filósofos de que a ordem criada é governada por causas eficientes secundárias (Deus sendo, por assim dizer, a Causa Primária e Final num sentido ontológico e lógico), Gazali argumenta que o que observamos como regularidade na natureza baseada presumivelmente sobre alguma lei natural é, na verdade, uma espécie de regularidade constante e contínua. Não há necessidade independente de mudança e devir, além daquela que Deus ordenou. Postular uma causalidade independente fora do conhecimento e da ação de Deus é privá-lo da verdadeira agência e diminuir seu atributo de poder. No seu famoso exemplo, quando o fogo e o algodão são colocados em contato, o algodão é queimado não por causa do calor do fogo, mas através da intervenção direta de Deus, uma afirmação que ele defendeu usando a lógica. No século XII, o teólogo islâmico Facradim Arrazi expôs teorias semelhantes de ocasionalismo em suas obras.
Como Deus é geralmente visto como racional, em vez de arbitrário, seu comportamento ao causar normalmente eventos na mesma sequência (isto é, o que nos parece ser uma causalidade eficiente) pode ser entendido como uma consequência natural daquele princípio de razão, que então descrevemos como as leis da natureza. Falando propriamente, porém, estas não são leis da natureza, mas leis pelas quais Deus escolhe governar o seu próprio comportamento (a sua autonomia, no sentido estrito) – por outras palavras, a sua vontade racional. Este não é, contudo, um elemento essencial de uma explicação ocasionalista, e o ocasionalismo pode incluir posições em que o comportamento de Deus (e, portanto, aquele do mundo) é visto como, em última análise, inescrutável, mantendo assim a transcendência essencial de Deus. Neste entendimento, anomalias aparentes como os milagres não o são realmente: são simplesmente Deus a comportar-se de uma forma que nos parece incomum.[carece de fontes?]
Em um artigo de 1978 no Studia Islamica, Lenn Goodman faz a pergunta: "Será que Algazali negou a causalidade?" e demonstra que Gazali não negou a existência de causalidade "mundana" observada. De acordo com a análise de Goodman, Gazali não afirma que nunca existe qualquer ligação entre a causa observada e o efeito observado: em vez disso, Gazali argumenta que não existe uma ligação necessária entre a causa e o efeito observados.

## Dualismo
Uma das motivações para a teoria é a crença dualista de que a mente e a matéria são tão diferentes em suas essências que uma não pode afetar a outra. Assim, a mente de uma pessoa não pode ser a verdadeira causa do movimento de sua mão, nem um ferimento físico pode ser a verdadeira causa da angústia mental. Em outras palavras, o mental não pode causar o físico e vice-versa. Além disso, os ocasionalistas geralmente sustentam que o físico também não pode causar o físico, pois nenhuma conexão necessária pode ser percebida entre causas e efeitos físicos. A vontade de Deus é considerada necessária. Por isso, a doutrina é mais comumente associada a certos filósofos da escola cartesiana do século XVII. Há indícios de um ponto de vista ocasionalista aqui e ali nos próprios escritos de Descartes, mas estes podem ser explicados principalmente por interpretações alternativas. No entanto, muitos dos seus seguidores posteriores comprometeram-se explicitamente com uma posição ocasionalista. De uma forma ou de outra, a doutrina pode ser encontrada nos escritos de: Johannes Clauberg, Claude Clerselier, Géraud de Cordemoy, Arnold Geulincx, Louis de La Forge, François Lamy e (mais notavelmente) Nicolas Malebranche.

## Os argumentos de Hume, Berkeley e Leibniz
O argumento negativo destes ocasionalistas, de que não poderiam ser descobertas ligações necessárias entre acontecimentos mundanos, foi antecipado por certos argumentos de Nicolau de Autrecourt no século XIV, e mais tarde retomado por David Hume no século XVIII. Hume, no entanto, parou quando se tratava do lado positivo da teoria, onde Deus era chamado para substituir tais conexões, reclamando que "Entramos no país das fadas [...] Nossa linha é muito curta para compreender tais imensos abismos". Em vez disso, Hume sentiu que o único lugar para encontrar as conexões necessárias era nas associações subjetivas de ideias dentro da própria mente. George Berkeley também se inspirou nos ocasionalistas e concordou com eles que nenhum poder eficiente poderia ser atribuído aos corpos. Para Berkeley, os corpos existiam apenas como ideias em mentes perceptivas, e todas essas ideias eram, como ele disse, "visivelmente inativas". No entanto, Berkeley discordou dos ocasionalistas ao continuar a dotar as próprias mentes criadas de poder eficiente. Gottfried Wilhelm Leibniz concordou com os ocasionalistas que não poderia haver nenhuma causação eficiente entre substâncias criadas distintas, mas ele não achava que daí decorresse a inexistência de qualquer poder eficiente no mundo criado. Pelo contrário, toda substância simples tinha o poder de produzir mudanças em si mesma. A ilusão de causalidade eficiente transitória, para Leibniz, surgia da harmonia pré-estabelecida entre as alterações produzidas imanentemente nas diferentes substâncias. Leibniz quer dizer que se Deus não existisse, "não haveria nada real nas possibilidades, não apenas nada existente, mas também nada possível".

## Mecânica quântica
Em 1993, Karen Harding, professora de química do Pierce College, publicou um artigo que descreveu várias semelhanças "notáveis" entre o conceito de ocasionalismo de Algazali e a interpretação amplamente aceita de Copenhague da mecânica quântica. Ela declarou: "Em ambos os casos, e ao contrário do bom senso, os objetos são vistos como não tendo propriedades inerentes e sem existência independente. Para que um objeto exista, ele deve ser criado por Deus (al-Ghazali) ou por um observador (a Interpretação de Copenhague)". Ela também afirmou:

"Além disso, o mundo não é totalmente previsível. Para Algazali, Deus tem a capacidade de fazer qualquer coisa acontecer sempre que Ele quiser. Em geral, o mundo funciona de forma previsível, mas um acontecimento milagroso pode ocorrer a qualquer momento. Para que um milagre ocorra, basta que Deus não siga o Seu “costume”. O mundo quântico é muito semelhante. As bolas de chumbo caem quando são lançadas porque a probabilidade de se comportarem dessa forma é muito alta. É, no entanto, muito possível que a bola de chumbo suba “milagrosamente” em vez de cair quando é libertada. Embora a probabilidade de tal evento seja muito pequena, tal evento ainda é possível."
Continuando com o trabalho do filósofo Graham Harman sobre ocasionalismo no contexto da ontologia orientada a objetos, Simon Weir propôs em 2020 uma visão alternativa da relação entre teoria quântica e ocasionalismo em oposição à interpretação de Copenhague, onde as partículas virtuais atuam como um dos muitos tipos de objetos sensórios mediadores.